# Marshall megye (Oklahoma)
Marshall megye az Amerikai Egyesült Államokban, azon belül Oklahoma államban található. Megyeszékhelye és legnagyobb városa Madill. Lakosainak száma 15 312 fő (2020. április 1.). Marshall megye Grayson, Johnston, Bryan, Carter és Love megyékkel határos.

## Népesség
A megye népességének változása:
| Lakosok száma | 15 844 | 15 900 | 15 916 | 15 988 | 16 232 | 15 312 |
|               | 2010   | 2011   | 2012   | 2013   | 2015   | 2020   |